# Dolní Pochlovice
Dolní Pochlovice (dříve Pochlovice, německy Pochlowitz) jsou část města Kynšperk nad Ohří v okrese Sokolov v Karlovarském kraji. Nachází se na severozápadě Kynšperku nad Ohří. Prochází zde silnice II/212. Je zde evidováno 32 adres. V roce 2011 zde trvale žilo 242 obyvatel.
Dolní Pochlovice jsou také název katastrálního území o rozloze 2,16 km².

## Historie

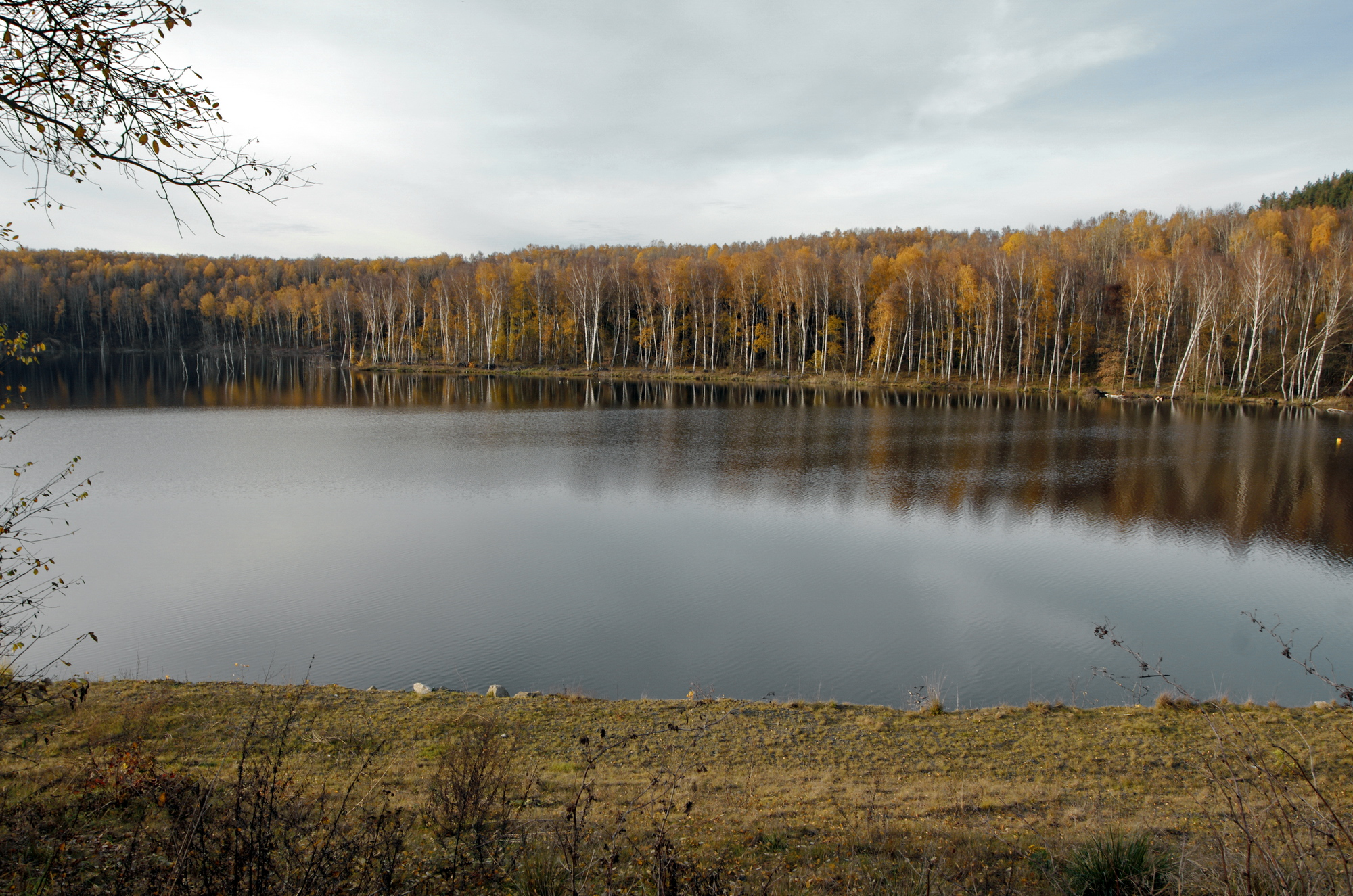
Zatopený lom Boží Požehnání

První písemná zmínka o vesnici pochází z roku 1370.
Pochlovice byly původně starou slovanskou osadou. Zakladateli vesnice byli s nejvyšší pravděpodobnosti Globnerové z Globenu, dnešního Hlavna, kterým náležely i další vsi v okolí.
V době kolonizace byla osada poněmčena a na několik století se stala lénem bavorských Leuchtenberků. 
Od druhé poloviny 19. století zde probíhala těžba hnědého uhlí. Uhlí se dobývalo hlubinně i lomově a bylo vesměs dopravováno do briketáren k dalšímu zpracování. Roku 1880 zahájil těžbu důl Boží Požehnání a ve stejném roce byla nedaleko dolu postavena první briketárna, která byla druhou briketárnou nejen v Čechách, ale i tehdejším Rakousko-Uhersku (první česká briketárna byla v Mostecké pánvi v Křemýži v okrese Teplice, která však brzy zanikla). Druhá briketárna s větším výkonem byla postavena v roce 1890. Briketárny, uváděné pod názvem kynšperské briketárny, byly dlouho největší a jediné v Čechách.
V důsledku těžby uhlí zanikla stará zástavba Pochlovic. Z původních domů zde stály v roce 1933 pouze poslední dva domy bývalých Pochlovic.
Území je silně postiženo následkem historické těžby uhlí. Lomy Boží Požehnání jsou zatopeny vodou. Mezi tzv. jižním a severním lomem se nachází ochranný pilíř železniční trati Chomutov Cheb.
Stranou původní zástavby v místě zvaném Nový Dvůr stál zámek ze 16. století, který se však dochoval již jen jako zemědělská usedlost.

## Přírodní poměry

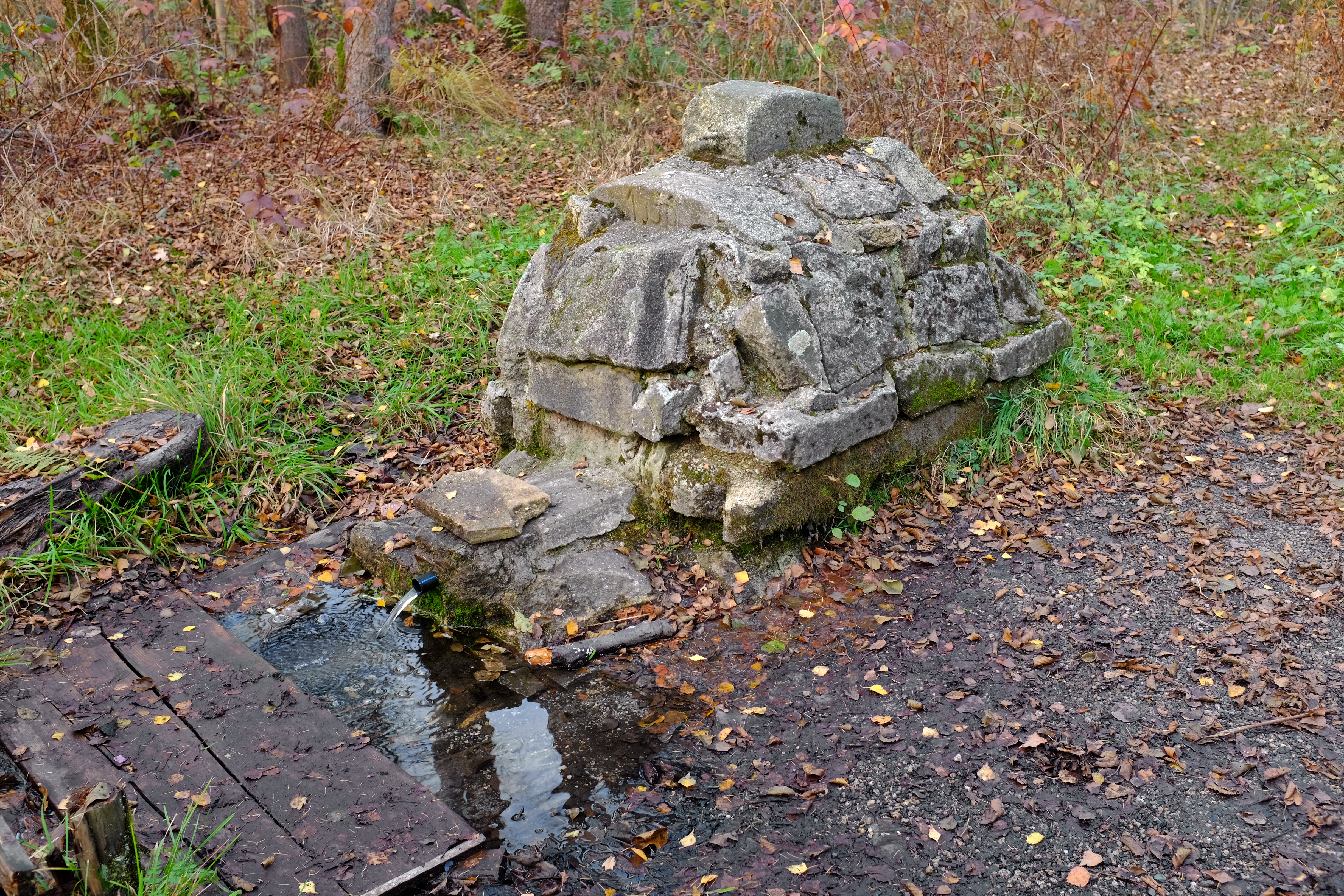
Pochlovická minerálka

Území se nachází v geomorfologickém celku Chebská pánev, malá část území na východě v Sokolovské pánvi. Severně od vesnicí se zvedá Zelený vrch (570 m), nejvyšší hora geomorfologickém celku Sokolovská pánev. Architektonicky zajímavá rozhledna na vrcholu je veřejnosti bohužel nepřístupná.
Při východní hranicí katastrálního území Dolní Pochlovice protéká řeka Ohře, při západní Libocký potok. U levého břehu Libockého potoka vyvěrá vydatný pramen studené kyselky, označovaný jako Pochlovická minerálka. Hlavní pramen vyvěrá mohutným proudem z kamenné mohyly, na níž je uveden letopočet 1956. Bezprostřední okolí má charakter močálu, v němž jsou patrné vývěry oxidu uhličitého ve formě bublinek.

## Obyvatelstvo
Při sčítání lidu v roce 1921 zde žilo 726 obyvatel, z nichž bylo 13 Čechoslováků, 703 Němců a deset cizinců. K římskokatolické církvi se hlásilo 692 obyvatel, k evangelické 18 obyvatel, 16 bylo bez vyznání.
| Rok                                                                        | 1869 | 1880 | 1890 | 1900 | 1910 | 1921 | 1930 | 1950 | 1961 | 1970 | 1980 | 1991 | 2001 | 2011 | 2021 |
| -------------------------------------------------------------------------- | ---- | ---- | ---- | ---- | ---- | ---- | ---- | ---- | ---- | ---- | ---- | ---- | ---- | ---- | ---- |
| Počet obyvatel                                                             | 327  | 383  | 461  | 565  | 693  | 726  | 749  | 451  | 185  | 213  | 246  | 124  | 218  | 242  | 236  |
| Počet domů                                                                 | 46   | 55   | 62   | 66   | 68   | 68   | 67   | 74   | -    | 26   | 25   | -    | 23   | 28   | 29   |
| V počtu obyvatel a domů v letech 1869–1950 jsou zahrnuty Horní Pochlovice. |      |      |      |      |      |      |      |      |      |      |      |      |      |      |      |

## Obecní správa
Při sčítání lidu v letech 1850–1959 Dolní Pochlovice byly samostatnou obcí v okrese Sokolov (v letech 1869–1910 Falknov, v letech 1921–1930 Falknov nad Ohří). Od roku 1960 jsou částí města Kynšperk nad Ohří a Horní Pochlovice částí obce Kaceřov v okrese Sokolov. V letech 1850–1920 k obci patřil Chotíkov a v letech 1850–1959 také Horní Pochlovice a Liboc.

## Doprava
Přes Dolní Pochlovice vede silnice II/212 z Kynšperku nad Ohří do Kaceřova. Vesnicí prochází železniční trať Chomutov–Cheb a v katastru Dolní Pochlovice se nachází vlakové nádraží Kynšperk nad Ohří.

## Pamětihodnosti
- zemědělský dvůr Nový dvůr